# Иванцево (Дмитровский городской округ)
Иванцево — деревня в Дмитровском районе Московской области, в составе городского поселения Дмитров. Население — 5 чел. (2010). До 2006 года Иванцево входило в состав Ильинского сельского округа.
В 2,5 км на северо-востоке располагается железнодорожная станция Иванцево Большого железнодорожного кольца. 

## Расположение
Деревня расположена в центральной части района, примерно в 2 км юго-восточнее Дмитрова, в заболоченной местности, высота центра над уровнем моря 191 м. Ближайшие населённые пункты примерно в 2 км — Курово на юге и Ильинское на юго-востоке. На севере располагается Одинцово, бывшая деревня, сейчас окраина Дмитрова.

## История
Земли относятся к вотчине в Повельском стане Дмитровского Борисоглебского монастыря. По переписным книгам 1627—1628 годов значится Село Лаврово (Никольское) с землями, в нём старая деревянная Никольская церковь. К селу примыкали пустоши, что раньше были деревнями (до польско-литовского нашествия): Данилково, Редькино, Новый пруд, Иванищево (Иванцево), другое Редькино, Тарабеево-Востриково на речке Струкайловке, пустошь Овдеевская.

## Население
| 2002 | 2006 | 2010 |
| ---- | ---- | ---- |
| 1    | ↗3   | ↗5   |